# 111 a.C.
Il 111 a.C. (CXI a.C. in numeri romani) è un anno  del II secolo a.C.

## Eventi

### Roma antica
- Consolato di Publio Cornelio Scipione Nasica Serapione e di Lucio Calpurnio Bestia.
- Inizio della guerra contro Giugurta

### Britannia
- Inizio del regno di Oeno

### Cina
- La dinastia Han annette il regno di Nanyue.